# Beni Ourtilane
Beni Ourtilane là một đô thị thuộc tỉnh Sétif, Algérie. Dân số thời điểm năm 2002 là 11.969 người.